# Будильский порог
Будильский (Будиловский) порог (укр. Будильський поріг; лоцманы называли его укр. Будило) — седьмой из бывших Днепровских порогов между современным городом Днепр и островом Хортица. Выходил из воды двумя грядами. Имел длину около 265 метров, падение воды составляло 1 метр, скорость течения — 2,6 м/с. Впервые упоминается византийским императором Константином VII Багрянородным под названием Виручий (Весуэфуз), то есть «бурлящий».
Будильский порог ныне затоплен водами Днепровского водохранилища.